# 하르툼 대학교
하르툼 대학교(영어: University of Khartoum, U of K, 아랍어: جامعة الخرطوم)는 수단의 하르툼에 위치한 공립 대학교이다. 이 대학은 수단에서 가장 크고 오래된 대학이다. 하르툼 대학교는 1902년 고든 메모리얼 칼리지로 설립되었고 수단이 독립한 1956년에 설립되었다. 그 날 이후로, 하르툼 대학교는 수단과 아프리카에서 최고의 대학이자 높은 순위의 학술 기관으로 인정받았다.

## 역사

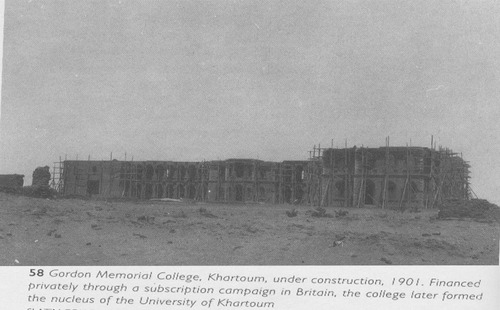
1901년에 건설중인 고든 메모리얼 칼리지

1898년 영국이 수단에서 콘도미니엄 협정의 일부로 지배권을 획득한 후, 허버트 키치너 경은 하르툼 공방전에서 전사한 찰스 조지 고든을 기념하여 대학을 설립할 것을 제안했다. 1902년 고든 메모리얼 칼리지는 공업학교와 2개의 고등학교, 작은 교사 양성소 등 3개의 학교로 설립되었다.

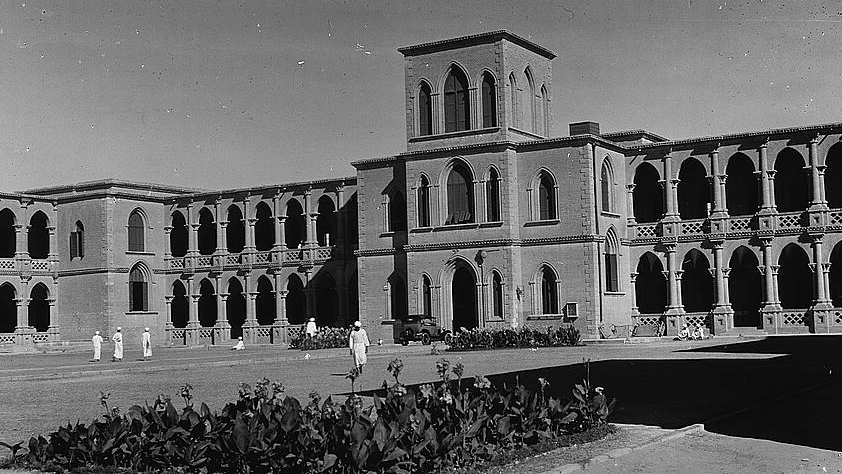
고든 칼리지 (1936년)

1906년에는 보조 엔지니어, 측량사, 초등학교 교사를 위한 교육 프로그램도 제공했다. 세균학적 분석을 위한 최초의 장비를 갖춘 실험실은 1905년에 미국계 영국인 제약 사업가이자 고고학자인 헨리 웰컴 경의 기부로 추가되었다. 또한 부속 군사 학교도 있었다.
1924년, 이 대학은 샤리아의 프로그램, 공학 및 측량, 교육(교사 훈련), 사무직, 회계 및 과학을 통합한 대학과 함께 완전히 부차적인 기관으로 만들기로 결정되었다. 초등학교와 군사학교는 철거되었다. 수단 최초의 의과대학인 키치너 의과대학도 그 해에 설립되었다.

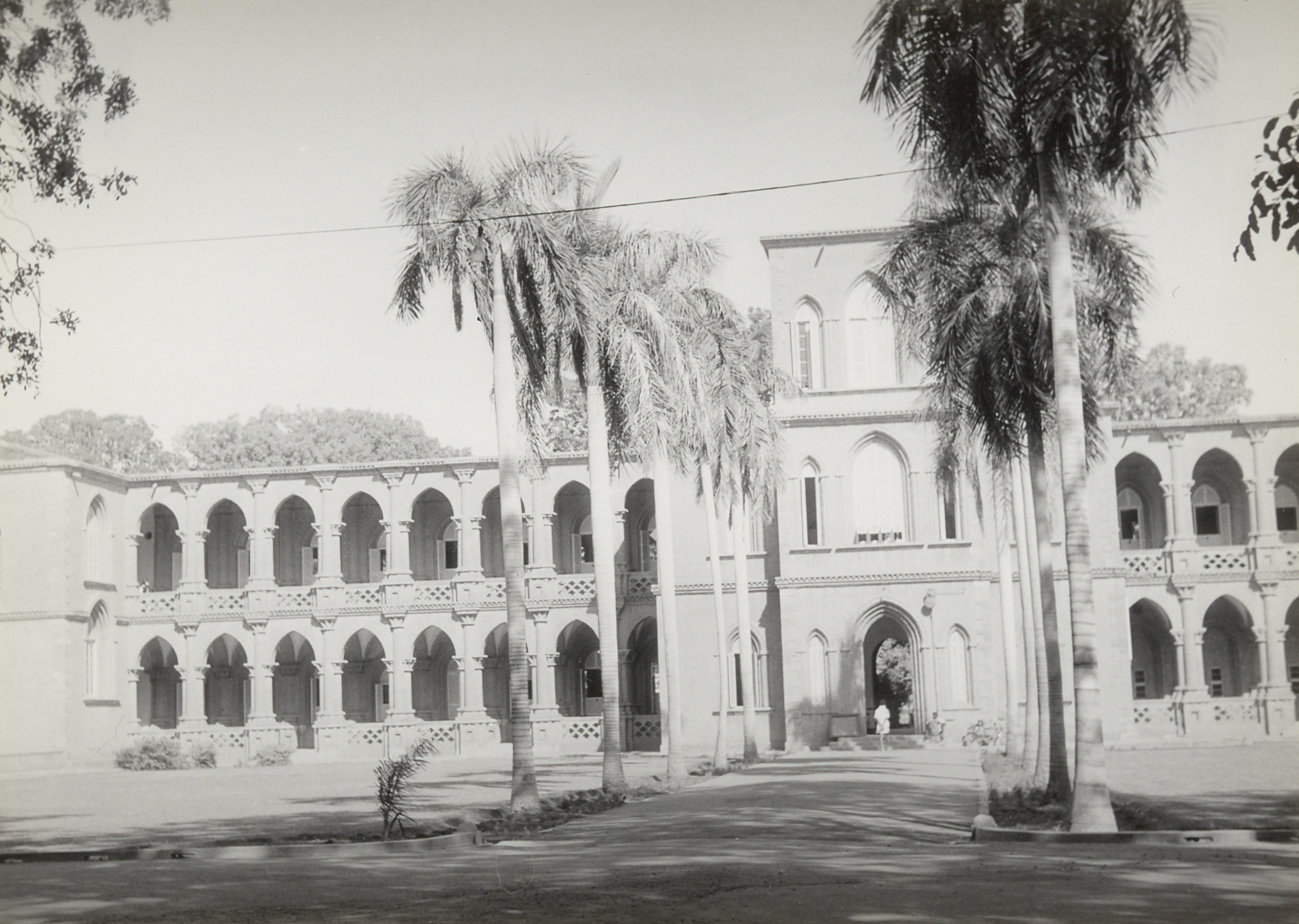
하르툼 대학교의 본관

1936년 법학대학원, 1938년 농업수의과학대학원, 1939년 이공계대학원, 1940년 예술대학원이 설립되었다. 1947년에는 런던 대학교와 제휴하여 "특별한 관계" 계획의 첫 해외 참가자가 되었다. 런던 대학교 학위를 받은 최초의 졸업생들은 1950년에 그들의 프로그램을 마쳤다. 다음 해, 고든 메모리얼 칼리지는 공식적으로 키치너 의과대학을 통합한 유니버시티 칼리지 하르툼으로 이름을 바꾸었다.

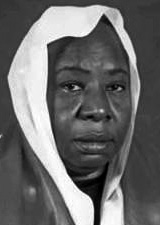
칼리다 자히르, 1952년 수단 최초의 여의사로 졸업했다.

1956년 수단이 독립했을 때, 새로운 의회는 하르툼 대학교에 대학 지위를 부여하는 법안을 통과시켰다. 1956년 7월 24일 공식적으로 하르툼 대학교가 되었다. 저명한 원예 과학자 존 필킹턴 허드슨은 1961년부터 1963년까지 원예학과를 설립한 객원 교수였다.
1984년 4월 5일, 정부는 대학의 모든 학부를 폐쇄한다고 발표했다. 그 대학은 8월 1일에 완전히 재개관했다.
1989년 군사 쿠데타 이후 학생들의 민주화 시위에 대한 집중적인 참여로 여러 번 문을 닫았다.

## 학생부
이 대학에는 23개의 학부, 학교 및 대학원 연구소에 16,800명의 학부생이 있다. 연간 입학률은 3,500명이며, 그 중 55%가 여학생이다. 6,000명의 대학원생들이 있다. 850명의 교직원(교수), 20명의 연구원, 500명의 조교가 있다.

## 입학
학부 입학 정책은 수단 고등 교육 위원회에 의해 관리되며, 수단 고등 교육 위원회는 그들의 국적(수단인 대 비 수단인)과 고등학교 자격증 위원회에 근거하여 고등학생의 최소 입학 요건을 정한다.
대학원 과정의 경우, 대학 입학 웹페이지에 요구사항이 있다.
하르툼 대학교의 학생들은 워크숍, 강의, 토론, 포럼 활동, 독서 클럽 및 정당에 참여한다. 스포츠 활동으로는 대학 스포츠 선수권 대회와 수단 대학 선수권 대회가 있다.

## 도서관
"메인 도서관"로 알려진 하르툼 대학교 도서관은 수단과 아프리카의 대학에서 가장 크고 오래된 도서관 중 하나이다. 도서관 건물은 하르툼 대학교의 역사적이고 상징적인 유산을 대표한다. 메인 도서관 외에도 각 학부와 학원에 작은 도서관이 있으며, 대학원생들을 위한 알테가니 알마히 도서관과 수단 도서관도 있다.

## ICT
하르툼 대학교에는 정보기술 및 커뮤니케이션 센터가 있으며, 이 센터는 대학교의 ICT 인프라를 개발하고 관리하는 역할을 한다. 모든 대학 캠퍼스는 전용 고속 링크(광섬유)로 연결되고, 와이파이는 대부분의 캠퍼스와 대학 웹사이트의 전자 등록을 다룬다. 수학과학부에는 ICT 센터 외에도 수단의 오픈 소스 소프트웨어 개발 및 홍보에 적극적인 자체 정보 기술 연구 부서가 있다.

## 저명한 동문
- 이브라힘 아부드 - 수단의 제1대 대통령
- 모함메드 아메드 마흐구브 - 수단의 제6대 총리
- 바비케르 아와달라 - 수단의 제8대 총리
- 압달라 함독 - 수단의 제15대 총리
- 알리 오스만 타하 - 수단의 부통령
- 시르 알하팀 알할리파 - 수단의 정치인
- 라시드 바크르 - 수단의 정치인
- 존 가랑 - 남수단의 제6대 대통령